# 奧里亞主教座堂

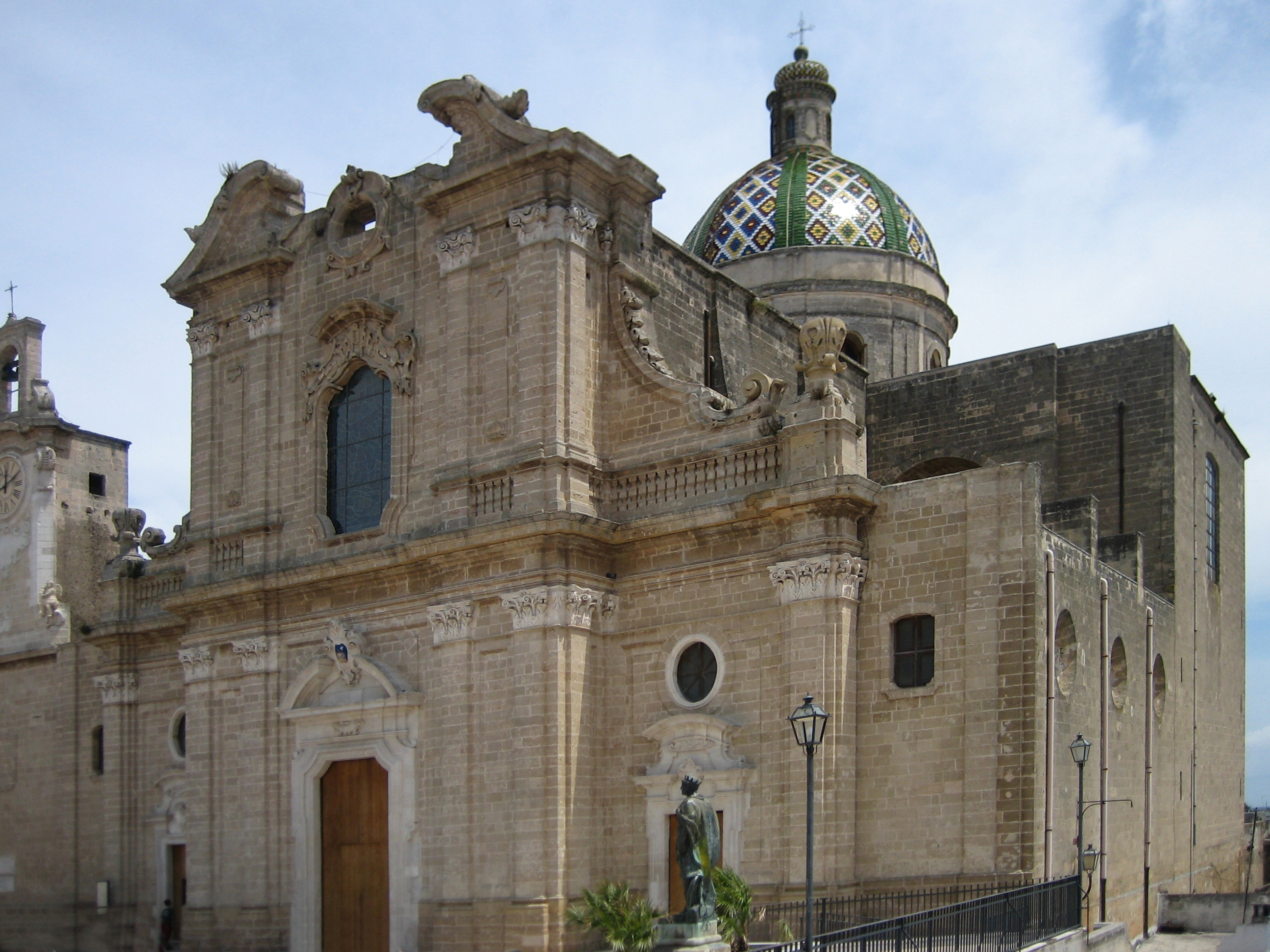
奧里亞主教座堂

奧里亞主教座堂（義大利語：Duomo di Oria; Basilica cattedrale di Santa Maria Assunta in Cielo）是意大利普利亞大區布林迪西省城市奧里亞的一座羅馬天主教的教堂，奉獻給聖母升天。這座教堂是天主教奧里亞教區的主教座堂。1992年，教宗若望保祿二世將這座教堂授予次級宗座聖殿的地位。 